# دونا بيرك
دونا بيرك (باليابانية: ドナ・バーク) هي مغنية ومؤدية صوت يابانية وأسترالية، ولدت في 12 ديسمبر 1964 في برث في أستراليا.

## وصلات خارجية
- الموقع الرسمي
- دونا بيرك على موقع IMDb (الإنجليزية)
- دونا بيرك على موقع ميوزك برينز (الإنجليزية)
- دونا بيرك على موقع ديسكوغز (الإنجليزية)
- دونا بيرك على موقع قاعدة بيانات الفيلم (الإنجليزية)
- دونا بيرك على موقع كينوبويسك (الروسية)
- دونا بيرك على موقع ANN person (الإنجليزية)